# Ruslan Olikhver
Ruslan Iosifovich Olikhver (em russo:  Руслан Иосифович Олихвер; Riga, 11 de abril de 1969) é um ex-jogador de voleibol da Rússia que competiu pela Equipe Unificada nas Olimpíadas de 1992 e pela seleção russa nos Jogos Olímpicos de 1996 e 2000.
Em 1992, ele participou de oito jogos e terminou na sétima colocação com a equipe unificada na competição olímpica. Quatro anos depois, Ruslan esteve na primeira participação da seleção russa em Olimpíadas, jogando em cinco confrontos e finalizando na quarta posição no campeonato olímpico. Nos jogos de Sydney 2000, ele atuou em oito partidas e conquistou a medalha de prata com o time russo no torneio olímpico.